# Нови Свет (Сењец)
Нови Свет (слч. Nový Svet) насељено је мјесто са административним статусом сеоске општине (слч. obec) у округу Сењец, у Братиславском крају, Словачка Република.

## Становништво
| Година:    | 1994. | 2004. | 2014.    | 2024.    |
| ---------- | ----- | ----- | -------- | -------- |
| Број људи: | 0     | 59    | 86       | 101      |
| Разлика:   |       | –     | +45,76 % | +17,44 % |

| Година:    | 2023. | 2024.   |
| ---------- | ----- | ------- |
| Број људи: | 102   | 101     |
| Разлика:   |       | -0,98 % |

Према подацима о броју становника из 2011. године насеље је имало 71 становника.